# Brione Verzasca
Brione Verzasca (in dialetto ticinese Briom o Briui) è una frazione di 182 abitanti del comune svizzero di Verzasca, nel Canton Ticino, nel distretto di Locarno.

## Geografia fisica
Brione Verzasca si trova sul lato destro della Valle Verzasca. A Brione Verzasca si trova il baricentro del Canton Ticino, lungo il sentiero che da Alnasca porta al Poncione d'Alnasca a circa 1 500 m s.l.m..
Il territorio comprende i laghetti alpini di Starlarèsc da Scimarmòta, di Pianca e di Masnee, di proprietà del locale patriziato.

## Storia

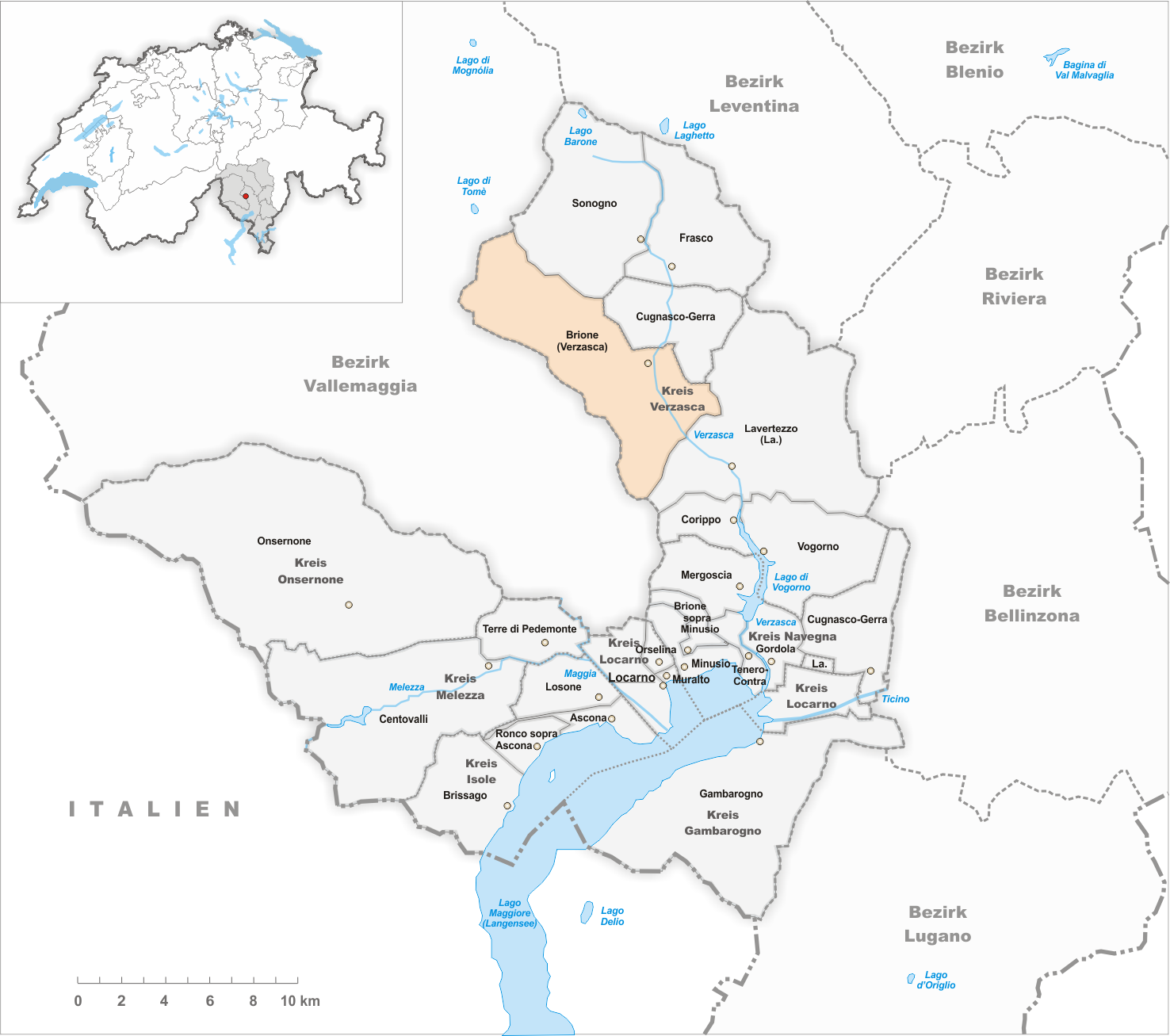
Mappa dell'ex comune di Brione Verzasca

Anticamente faceva parte della vicinia di Verzasca, come una "squadra" distinta. In questo villaggio nel 1644 venne costruita la prima scuola elementare della valle grazie al lascito del brionese Giovanni Gada.
L'autonomia comunale era stata istituita nel 1852 con la divisione del comune soppresso di Brione-Gerra nei nuovi comuni di Brione Verzasca e Gerra Verzasca.
Nel 2020 il comune di Brione Verzasca perse la sua autonomia confluendo nel nuovo comune di Verzasca.

## Monumenti e luoghi d'interesse

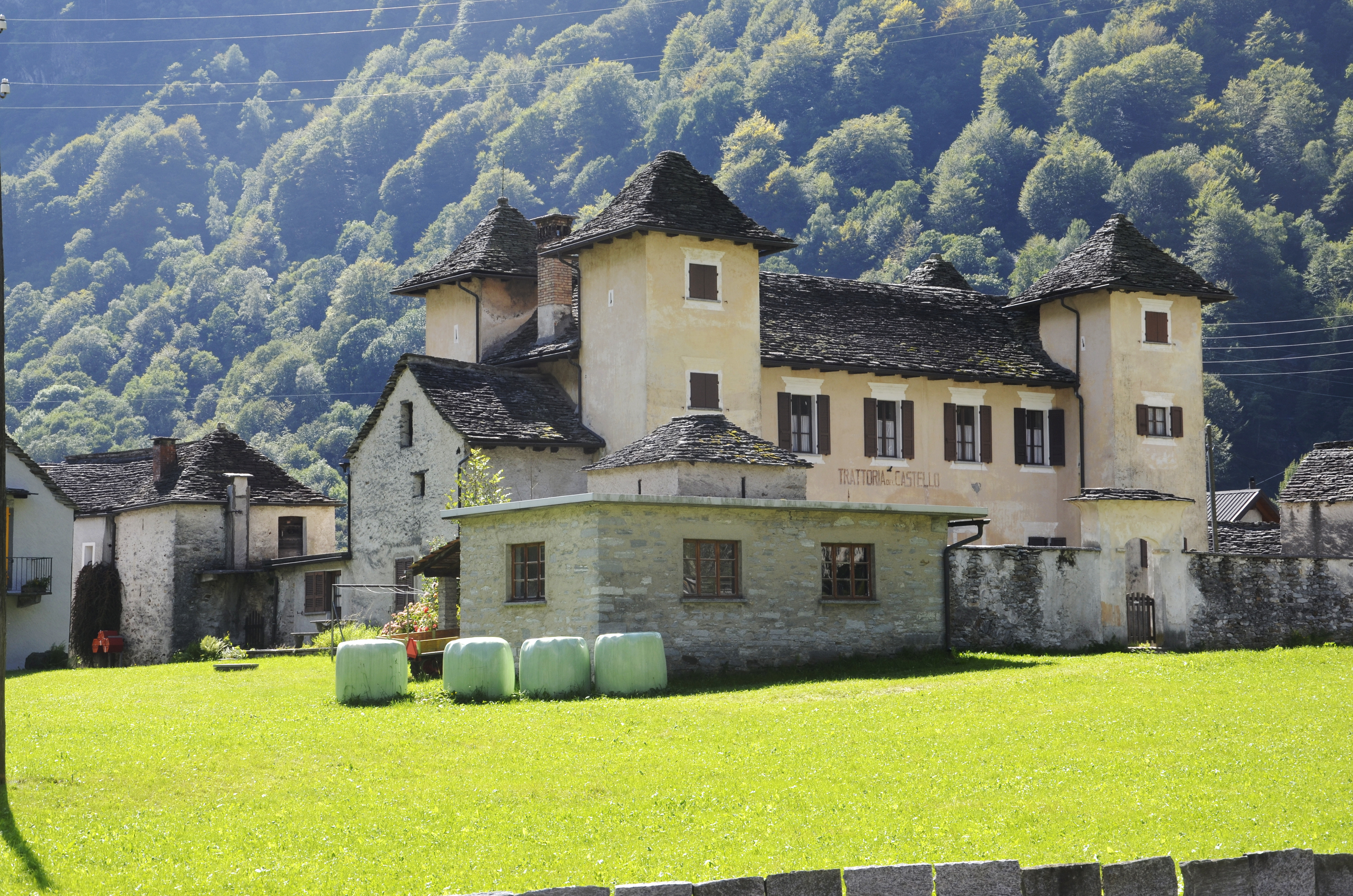
Il castello Marcacci

- Chiesa parrocchiale di Santa Maria Assunta, attestata dal 1295[2];
- Castello Marcacci, edificio del XVII secolo[2] impostato su una pianta rettangolare;[3]
- Capanna Alpe d'Osola.

## Società

### Evoluzione demografica
L'evoluzione demografica è riportata nella seguente tabella:
Abitanti censiti

## Amministrazione
Ogni famiglia originaria del luogo faceva parte del cosiddetto comune patriziale e aveva la responsabilità della manutenzione di ogni bene ricadente all'interno dei confini del comune.